# Töjbyviken
Töjbyviken är en vik i Finland. Den ligger i Närpes i landskapet Österbotten, i den sydvästra delen av landet, 300 km nordväst om huvudstaden Helsingfors.
Töjbyviken omsluts av fastlandet i alla väderstreck utom i söder där den övergår i Storfjärden.